# Tropidurus guarani
Tropidurus guarani — вид ігуаноподібних ящірок родини Tropiduridae. Ендемік Парагваю.

## Поширення і екологія
Tropidurus guarani мешкають на півдні Парагваю. Вони живуть в сухих тропічних лісах, серед скель і каньйонів.